# 张康 (相声演员)
张康(1986年—)，河北保定人，中国内地相声演员，师从冯春岭，搭档贾旭明。

## 生平
2009年，拜师冯春岭，并开始与贾旭明一起说相声。
2012年，与贾旭明一起在北京成立新相声团队“乐活卉”。

## 部分作品
相声《新闻晚知道》、《十全十美》、《任我行》、《四大名著》、《缺啥别缺德》、《背包客》。